# 栗原田町駅
栗原田町駅（くりはらたまちえき）は、宮城県栗原市栗駒中野田町河原にあったくりはら田園鉄道くりはら田園鉄道線の駅。2007年（平成19年）、路線の廃止に伴い廃駅となった。

## 歴史
1キロメートル離れたところに宮城県岩ヶ崎高等学校があることから、住民の要請で駅が作られた。

### 年表
- 1951年（昭和26年）11月1日：田町駅として開業。
- 1958年（昭和33年）10月31日：栗原田町駅に改称。
- 1975年（昭和50年）2月15日：無人化。
- 2007年（平成19年）4月1日：廃止。

## 駅構造
単式ホーム1面1線を有する地上駅で無人駅。くりはら田園鉄道線の他の駅同様、改札はなかった。ホームと同じ南東側に木造一階の駅舎があり、外に公衆便所があった。駅舎内をラーメン屋として営業したこともある。

## 駅周辺
線路は北東と西に向かい、2005年（平成17年）まで栗駒町の役場があった栗駒の市街中心部は北東方向にある。駅のすぐ西に踏切があり、国道457号が交差した。駅周辺は住宅地で、国道沿い北側に商店が連なる。

## 隣の駅
くりはら田園鉄道
くりはら田園鉄道線
栗駒駅 - 栗原田町駅 - 尾松駅